# Callaway (Floride)
Pour les articles homonymes, voir Callaway.
Callaway est une ville américaine située dans le comté de Bay en Floride.

## Démographie
| 1960 | 1970  | 1980  | 1990   | 2000   | 2010   |
| ---- | ----- | ----- | ------ | ------ | ------ |
| 950  | 3 240 | 7 154 | 12 253 | 14 233 | 14 405 |

Selon le recensement de 2010, Callaway compte 14 405 habitants. La municipalité s'étend sur 9,58 milles carrés (24,81 km2), dont 9,01 milles carrés (23,34 km2) de terres.